# Serin-tRNK ligaza
Serin-tRNK ligaza (EC 6.1.1.11, seril-tRNK sintetaza, SerRS, seril-transfer ribonukleat sintetaza, seril-transfer RNK sintetaza, seril-transfer ribonukleinska kiselina sintetaza, serin translase) je enzim sa sistematskim imenom L-serin:tRNKSer ligaza (formira AMP). Ovaj enzim katalizuje sledeću hemijsku reakciju
ATP + -serin + tRNKSer {\displaystyle \rightleftharpoons } AMP + difosfat + L-seril-tRNKSer
Ovaj enzim takođe prepoznaje tRNKSec, specijalnu tRNK za selenocistein.

## Literatura
- Nicholas C. Price; Lewis Stevens (1999). Fundamentals of Enzymology: The Cell and Molecular Biology of Catalytic Proteins (Third изд.). USA: Oxford University Press. ISBN 019850229X.
- Eric J. Toone (2006). Advances in Enzymology and Related Areas of Molecular Biology, Protein Evolution (Volume 75 изд.). Wiley-Interscience. ISBN 0471205036.
- Branden C; Tooze J. Introduction to Protein Structure. New York, NY: Garland Publishing. ISBN 0-8153-2305-0.
- Irwin H. Segel. Enzyme Kinetics: Behavior and Analysis of Rapid Equilibrium and Steady-State Enzyme Systems (Book 44 изд.). Wiley Classics Library. ISBN 0471303097.

## Spoljašnje veze
- Serine---tRNA+ligase на 